# Superliga 2005-2006 (Slovacchia)
L'edizione 2005-06 della Corgoň Liga vide la vittoria finale del MFK Ružomberok.
Capocannoniere del torneo furono Róbert Rák (Nitra) e Erik Jendrišek (MFK Ružomberok), con 21 reti.

## Classifica finale
|    | Classifica          | G  | V  | N  | P  | GF | GS | Dif | Pt |
| -- | ------------------- | -- | -- | -- | -- | -- | -- | --- | -- |
| 1  | Ružomberok          | 36 | 26 | 2  | 8  | 65 | 28 | +37 | 80 |
| 2  | Artmedia Bratislava | 36 | 23 | 5  | 8  | 58 | 33 | +25 | 74 |
| 3  | Spartak Trnava      | 36 | 21 | 5  | 10 | 57 | 31 | +26 | 68 |
| 4  | Žilina              | 36 | 18 | 6  | 12 | 69 | 44 | +25 | 60 |
| 5  | Nitra               | 36 | 12 | 9  | 15 | 42 | 48 | -6  | 45 |
| 6  | Dukla B.B.          | 36 | 12 | 6  | 18 | 37 | 42 | -5  | 42 |
| 7  | AS Trenčín          | 36 | 11 | 6  | 16 | 31 | 49 | -18 | 42 |
| 8  | Dubnica             | 36 | 10 | 10 | 16 | 41 | 55 | -14 | 39 |
| 9  | Inter Bratislava    | 36 | 7  | 9  | 20 | 27 | 62 | -35 | 30 |
| 10 | Púchov              | 36 | 7  | 5  | 24 | 29 | 64 | -35 | 26 |

### Verdetti
- MFK Ružomberok campione di Slovacchia 2005-06.
- FK Matador Púchov retrocesso in II. liga.

## Statistiche e record

### Classifica marcatori
| Gol |  |  | Giocatore        | Squadra             |
| --- |  |  | ---------------- | ------------------- |
| 21  |  |  | Róbert Rák       | Nitra               |
| 21  |  |  | Erik Jendrišek   | Ružomberok          |
| 18  |  |  | Róbert Semeník   | Dukla B.B.          |
| 17  |  |  | Jan Nezmar       | Ružomberok          |
| 17  |  |  | Stanislav Šesták | Žilina              |
| 16  |  |  | Pavol Straka     | Žilina              |
| 12  |  |  | Miroslav Kriss   | Spartak Trnava      |
| 9   |  |  | Vladimír Kožuch  | Spartak Trnava      |
| 9   |  |  | Lubomír Blaha    | Spartak Trnava      |
| 8   |  |  | Marek Bakoš      | Púchov              |
| 8   |  |  | Juraj Halenár    | Artmedia Bratislava |
| 8   |  |  | Lukáš Hartig     | Artmedia Bratislava |
| 8   |  |  | Branislav Fodrek | Artmedia Bratislava |
| 8   |  |  | Michal Filo      | Dubnica             |

### Capoliste solitarie
- Dalla 3ª alla 17ª giornata:  Spartak Trnava
- 19ª giornata:  Ružomberok
- Dalla 24ª giornata alla 27ª giornata:  Artmedia Bratislava
- 30ª giornata:  Artmedia Bratislava
- Dalla 31ª giornata alla 36ª giornata:  Ružomberok

### Record
- Maggior numero di vittorie:  Ružomberok (26)
- Minor numero di sconfitte:  Ružomberok e  Artmedia Bratislava (8)
- Migliore attacco:  Žilina (69 gol fatti)
- Miglior difesa:  Ružomberok (28 gol subiti)
- Miglior differenza reti:  Ružomberok (+34)
- Maggior numero di pareggi:  Dubnica (10)
- Minor numero di pareggi:  Ružomberok (2)
- Minor numero di vittorie:  Inter Bratislava e  Púchov (7)
- Maggior numero di sconfitte:  Púchov (24)
- Peggiore attacco:  Inter Bratislava (27 gol fatti)
- Peggior difesa:  Púchov (64 gol subiti)
- Peggior differenza reti:  Inter Bratislava e  Púchov (-35)